# Charles Rolland (homme politique)
Pour les articles homonymes, voir Charles Rolland et Rolland.
Charles Rolland est un homme politique français né le 4 novembre 1818 à Mâcon (Saône-et-Loire) et décédé le 25 octobre 1876 à Mâcon (Saône-et-Loire).

## Biographie
Avocat à Paris puis à Lyon, il s'occupe surtout de journalisme, fondant le journal Le Progrès de Saône-et-Loire. Maire de Mâcon en 1847-1848, proche de Lamartine, il est élu représentant de Saône-et-Loire à l'Assemblée nationale constituante en avril 1848. Sèchement battu aux élections de mai 1849, il s'occupe d'études littéraires et artistiques, publiant beaucoup d'articles et s'investissant dans l'Académie de Mâcon, qu'il préside. 
Opposant à l'Empire, rédacteur en chef du Journal de Saône-et-Loire, il est élu, en février 1871, député à l'Assemblée nationale, inscrit au groupe de la Gauche républicaine. Il est Commissaire du gouvernement, administrant le département de Saône-et-Loire du 15 octobre au 15 novembre 1871. Il est questeur de la Chambre de 1871 à 1876. Il est élu sénateur de Saône-et-Loire en janvier 1876 et meurt quelques mois plus tard.

## Sources
- « Charles Rolland (homme politique) », dans Adolphe Robert et Gaston Cougny, Dictionnaire des parlementaires français, Edgar Bourloton, 1889-1891 [détail de l’édition]